# モバイル・インターネットキャピタル
モバイル・インターネットキャピタル株式会社（Mobile Internet Capital, Inc.）は、東京都千代田区霞が関に本社を置くベンチャーキャピタル。1999年創業。IT・デジタルテクノロジー関連企業への投資を手掛け、日本のベンチャーキャピタル業界を支える代表的投資ファンドの一つである。
24件のIPO実績（2025年4月時点）を持ち、組成ファンドのAUMは390億円を超える。2019年に5号ファンドを105億円で組成し、現在、投資活動を積極的に進めている。2023年4月には、モバイル・インターネットキャピタル初となるSeedファンドを組成している。2025年にはMIC6号ファンドを組成。
＜ファンド沿革＞https://www.mickk.com/about/fund-overview
・MIC1号ファンド（2000年）
・MIC2号ファンド（2006年）
・MIC3号ファンド（2011年）
・MIC4号ファンド（2016年）
・MIC5号ファンド（2019年）
・MICSeed1号ファンド（2023年）
・MIC6号ファンド（2025年）
デジタル・テクノロジー領域への豊富な知見と投資実績を保有し、業界特化型VCとしては最古参の1社である。また、創業当初から日本における大企業とのオープン・イノベーションを掲げ、出資者（LP）との積極的なオープン・イノベーションに取り組んでおり、2024年11月11日に25周年を迎えた（プレスリリース）。
デジタル・テクノロジー領域への豊富な知見と投資実績を保有し、業界特化型VCとしては最古参の1社である。また、創業当初から日本における大企業とのオープン・イノベーションを掲げ、出資者（LP）との積極的なオープン・イノベーションに取り組んでおり、2024年11月11日に25周年を迎えた（プレスリリース）。
また、代表取締役社長・マネージングパートナーの元木（2024年6月に代表取締役社長に就任）は、Forbes2018年/2021年の「日本で最も影響力のあるベンチャー投資家Best10」にて、それぞれ9位と4位でランクインしている。
VCとして情報発信活動にも力を入れており、VC界隈ではまだ珍しい音声配信という手法を選択し、2021年に初の公式ポッドキャスト「起業家のキモチ」の制作をスタート。投資先企業の価値をより分かりやすく発信することを主眼とした取り組みであり、2025年に5期目を更新した。「スナック起業家のキモチ～スタートアップ横丁で乾杯～」と番組名をリニューアルし、毎週火曜日にSpotify、Apple Podcasts、Amazon Music等の各プラットフォームを通じて無料配信中。2021年のスタートから、通算200エピソード以上、ゲストに迎えた企業数は40社以上を数える（2025年1月時点）。 積極的なハンズオン支援を方針としつつ、創業間もないスタートアップの知財支援には定評のあるVCである。
2024年より公式noteを通じた発信も積極的に開始。note内では、毎回キャピタリストが選んだテーマに沿ってレポートをお届けする「MIC BLOG SERIES」、公式Podcastの過去の音源を記事化した「読むPodcast」、またイベント実施や登壇をレポートする「イベントレポート」など、3つのマガジンを発行している。
現在、モバイル・インターネットキャピタルは、その存在感と手腕により、ベンチャーキャピタル界において常に先駆者であり続けている。その軌跡は既に数多くの才能ある起業家たちの成功へと繋がっている。
＜主な投資戦略/取り組み＞
・投資戦略（再現性ある安定的リターンの創出）
モバイルインターネットキャピタル株式会社は、創業以来一貫して、安定した投資リターンの実現に努めてきた。これまでに複数のファンドを運用し、各ファンドにおいて一定のリターン実績を重ねてきたことから、リターンの再現性に関して一定の評価を受けている。また、デジタル・テクノロジー領域に特化した専門性と、ハンズオン支援を特徴とする投資手法を通じて、スタートアップの成長支援とファンドパフォーマンスの向上を両立している。これにより、ファンドごとに安定したリターン実績を重ね、日本ベンチャーキャピタル業界において一定の地位を確立している。
・取り組み（オープンイノベーションによる取り組み）
モバイルインターネットキャピタル株式会社は、単なるスタートアップ投資にとどまらず、国内外の大企業とのオープンイノベーション促進にも積極的に取り組んでいる。特に、デジタル・テクノロジー領域において、スタートアップと大企業の協業を推進するハンズオン支援を特徴とし、投資先企業の成長支援と同時に、大企業側の新規事業創出や技術導入支援を手掛ける。これにより、スタートアップ・大企業双方にとっての共創機会を創出し、産業構造の変革を促すエコシステムの構築を目指している。また、複数の大手企業と連携したオープンイノベーション実績を有し、VCとしての資本支援にとどまらない「協業支援型ベンチャーキャピタル」という独自のポジショニングを確立している。

## 目的
- 日本のベンチャー企業の資金・経営面のサポート
- 米国等海外企業の日本市場向けビジネスの企業化サポート
- 情報ハブとしての立場を活用した新規ビジネスのアレンジ・創出

## 役員
- 元木新（代表取締役社長）
- 海老澤観（取締役会長）
- 藤原 洋
- 浅井覚
- 吉海秀人
- 馬上英実

### 元役員
- 勝又幹英
- 吉崎健
- 幸田博人
- 山中卓

ファンドマネージャー
- 元木 新/代表取締役社長・マネージングパートナー
- 海老澤 観/取締役会長・パートナー
- 木村 賢蔵/パートナー・プリンシパル
- 苗 春亭/パートナー・プリンシパル
- 稲垣 泰仁/パートナー・インベストメントマネージャー
- 木本 恭介/インベストメントマネージャー

コミュニケーションマネージャー
- 有賀 沙樹/コミュニケーションマネージャー・ポッドキャストパーソナリティー